# Internationales Jugendnetzwerk für die Vereinten Nationen
Das Internationale Jugendnetzwerk für die Vereinten Nationen – United Nations Youth Associations Network  (UNYANET) ist das internationale Netzwerk für UN-Jugendorganisationen (United Nations Youth Associations – UNYAs) und die Jugendsektionen der UN-Gesellschaften (United Nations Associations – UNAs).
Im August 2011 fand ein Treffen in Wien statt, bei dem Repräsentanten der UNYAs aus Österreich, Finnland, Deutschland, Norwegen, Rumänien und der Schweiz, sowie Jugendvertreter der UN-Gesellschaften aus Russland, Serbien, Slowenien, Spanien und der Türkei im Vienna International Centre zusammenkamen und UNYANET durch den Beschluss einer Charta gründeten. Seither organisierte UNYANET mehrere events, wie zum Beispiel einen Medienworkshop in der Schweiz (2011) oder einen Projektentwicklungsworkshop in der Türkei (2012). 

## Allgemeines
Die Organisation zielt darauf ab, gemeinsame Projekte unter den Mitgliedsorganisationen zu entwickeln, Informationen auszutauschen und sich gegenseitig zu helfen. Um diese Ziele zu erreichen, werden einerseits Mitgliedertreffen abgehalten, andererseits in Projektgruppen gemeinsam Inhalte erarbeitet. Weiters hilft UNYANET den Mitgliedsorganisationen, gemeinsamen Zugang zu Kontakten zu den Vereinten Nationen, nichtstaatlichen Organisationen und anderen internationalen Kooperationspartnern zu verschaffen und so eine zentrale Anlaufstelle zu bilden. Ein weiterer Aspekt in der Arbeit von UNYANET ist es, interessierten Gruppen dabei zu helfen, in ihrem Land eine UN-Jugendorganisation aufzubauen. Momentan hat UNYANET 10 Mitgliedsorganisationen und 3 Observer, mit einer Gesamtheit von 57 Regionalgruppen und ca. 14.000 Jugendlichen. UNYANET hilft derzeit bei der Gründung dreier weiterer Organisationen.
Partner sind zum Beispiel Adobe, der Informationsdienst der Vereinten Nationen in Wien (UNIS Wien) sowie das Department for Public Information der Vereinten Nationen (UNDPI).

## Projekte/Programme
- UNYANET-Advice